# Ржать
Ржать — река в России, протекает по территории Зубцовского и Старицкого районов Тверской области. Устье реки находится в 81 км по левому берегу Шоши. Длина реки составляет 51 км, площадь водосборного бассейна 227 км².

## Данные водного реестра
По данным государственного водного реестра России относится к Верхневолжскому бассейновому округу, водохозяйственный участок реки — Волга от города Тверь до Иваньковского гидроузла (Иваньковское водохранилище), речной подбассейн реки — бассейны притоков (Верхней) Волги до Рыбинского водохранилища. Речной бассейн реки — (Верхняя) Волга до Куйбышевского водохранилища (без бассейна Оки).
Код объекта в государственном водном реестре — 08010100712110000002473.